# Intendente de la región de Tarapacá
El Intendente de la Región de Tarapacá fue la autoridad designada por el presidente de la República para ejercer el gobierno de la Región de Tarapacá, Chile, como su representante natural e inmediato en dicho territorio. Además participaba en la administración de la región, como órgano que integraba el Gobierno Regional de Tarapacá.

## Historia
El antecesor directo del cargo de intendente regional de Tarapacá es la figura del Intendente de la Provincia de Tarapacá. Durante el proceso de regionalización iniciado en 1975, la antigua provincia de Tarapacá fue transformada en la actual Región de Tarapacá.
Durante el segundo gobierno de Michelle Bachelet, una reforma constitucional de 2017 dispuso la elección popular del órgano ejecutivo del gobierno regional, creando el cargo de gobernador regional y estableciendo una delegación presidencial regional, a cargo de un delegado presidencial regional, el cual representa al poder ejecutivo y supervisa las regiones en conjunto a los delegados presidenciales provinciales. Tras las primeras elecciones regionales en 2021, y desde que asumieron sus funciones los gobernadores regionales y delegados presidenciales regionales, el 14 de julio de 2021, el cargo de intendente desapareció en dicha fecha mencionada, siendo Miguel Ángel Quezada su último titular.

## Intendentes de la Región de Tarapacá (1988-2021)
| Intendente/a                 | Partido | Partido | Período                                       | Presidente/a | Presidente/a               |
| ---------------------------- | ------- | ------- | --------------------------------------------- | ------------ | -------------------------- |
| Hernán Sudy Pinto            |         | Ind.    | ¿? - 1990                                     |              | Augusto Pinochet           |
| Nelson Garrido Álvarez       |         | PDC     | 1990 - 1992                                   |              | Patricio Aylwin Azócar     |
| Marco Antonio Castro Bernar  |         | PDC     | 1992 - 1994                                   |              | Patricio Aylwin Azócar     |
| Santiago Vera Torrealba      |         | PDC     | 1994 - 1998                                   |              | Eduardo Frei Ruiz-Tagle    |
| Patricio De Gregorio         |         | PDC     | 1998 - 2000                                   |              | Eduardo Frei Ruiz-Tagle    |
| Jorge Tapia Valdés           |         | PRSD    | 11 de marzo de 2000 - diciembre de 2000       |              | Ricardo Lagos Escobar      |
| Patricio Zapata Valenzuela   |         | PRSD    | 28 de diciembre de 2000 - 11 de marzo de 2006 |              | Ricardo Lagos Escobar      |
| Patricia Pérez Zamorano      |         | PS      | 11 de marzo de 2006 - 1 de abril de 2007      |              | Michelle Bachelet          |
| Antonella Sciaraffia Estrada |         | PDC     | 1 de abril de 2007 - 4 de enero de 2008       |              | Michelle Bachelet          |
| Pablo Valenzuela Huanca      |         | PDC     | 6 de enero de 2008 - 29 de noviembre de 2008  |              | Michelle Bachelet          |
| Miguel Silva Rodríguez       |         | PDC     | 29 de noviembre de 2008 - 11 de marzo de 2010 |              | Michelle Bachelet          |
| Luz Ebenspeger Orrego        |         | Ind.    | 11 de marzo de 2010 - 11 de marzo de 2014     |              | Sebastián Piñera Echenique |
| Mitchel Cartes Tamayo        |         | PS      | 11 de marzo de 2014 - 13 de julio de 2015     |              | Michelle Bachelet          |
| Claudia Rojas Campos         |         | Ind-PS  | 13 de julio de 2015 - 11 de marzo de 2018     |              | Michelle Bachelet          |
| Miguel Ángel Quezada Torres  |         | UDI     | 11 de marzo de 2018 - 14 de julio de 2021     |              | Sebastián Piñera Echenique |